# Horia
Horia es un género de coleóptero de la familia Meloidae.

## Especies
Las especies de este género son:
- Horia anguliceps Fairmaire, 1885
- Horia auriculata Champion, 1892
- Horia blairi Betrem, 1932
- Horia cephalogona Fairmaire, 1888
- Horia fabriciana Betrem, 1929
- Horia gahani Betrem, 1932
- Horia hottentota Péringuey, 1888
- Horia insularis Cros, 1928
- Horia mira (Blackburn, 1892)
- Horia nitida Gahan, 1909